# Ofir Libstein
Ofir Libstein (en hebreo: אופיר ליבשטיין‎) (Eilat, 1973 - 7 de octubre de 2023) fue un político israelí. Fue jefe del Concejo Regional Shaar HaNéguev de 2018 a 2023. Murió durante los enfrentamientos contra miembros de Hamás que incursionaron en territorio israelí el sábado 7 de octubre de 2023, durante la Operación Inundación de Al-Aqsa.

## Biografía
Libstein nació en Eilat, donde vivían sus padres debido al servicio militar de su padre. A los 4 años, sus padres regresaron al moshav Kfar Neter, donde vivían antes. Con el tiempo se trasladó de nuevo a Kfar Aza. Libstein estudió en la Aldea Infantil WIZO Canadá. Sirvió en las Fuerzas de Defensa de Israel como médico y como instructor en el Cuerpo Médico. Participó en la creación de sitios de comercio electrónico.
En 2017, Libstein fue nombrado jefe de la Unión Industrial Kibbutzim, y su objetivo era crear más industria de TI en Kibbutzim. Libstein fue elegido jefe del Concejo Regional Shaar HaNéguev en 2018, derrotando a Nira Shpak con una mayoría del 68,31%. También fue presidente de Habonim Dror.

## Vida personal y fallecimiento
Libstein estaba casado y tenía cuatro hijos.
El 7 de octubre de 2023, Libstein murió en un intercambio de disparos con miembros de Hamás que entraron desde la Franja de Gaza.